# ميناموتو نو يوريتومو
ميناموتو نو يوريتومو (باليابانية: 源頼朝) عاش (1147-1199 م) هو قائد ياباني، انتقلت السلطة في عهده من الأباطرة إلى الحكام العسكريين. يعزوا المؤرخون إليه تأسيس ما عرف باسم نظام الـ«شوغونات»، ساد هذا النظام الإقطاعي لقرون طويلة (حتى سنة 1868 م وبداية إصلاحات عهد «مييجي»).
كان «يوريتومو» من أبناء عائلة الـ«ميناموتو» الشهيرة، إحدى أهم عشائر المحاربين في اليابان، ترجع في أصولها إلى العائلة الإمبراطورية. بعد أن قاد أفراد عشيرته حركة تمرد فاشلة ضد عشيرة الـ«تائيرا» (والتي كانت تتحكم في مقاليد الحكم في البلاد)، قتل أبوه وكان مصير «يوريتومو» النفي. تزوج أثناء منفاه من إحدى بنات عشيرة الـ«هوجو» (استولوا بعدها على مقاليد الحكم بعد وفاته)، كان أفراد هذه العشيرة يتولون مهمة حراسته (أثناء منفاه). انضم سنة 1180 م إلى عشيرته الـ«ميناموتو» أثناء إحدى حركات التمرد الجديدة. ثم أصبح قائدها الجديد. اتخذ أثناء هذه الفترة من «كاماكورا» مقر له.
قام قريبه «يوشي-ناكا» بطرد عشيرة الـ«تائيرا» من العاصمة الإمبراطورية «كيوتو» سنة 1183 م. بعدما قامت قوات الأخير بأعمال تخريبية في المدينة، تدخل «يوريتومو» وشقيقه «ميناموتو نو يوشي-تسونه» وقاموا بالقضاء على قواته. شكل «يوريتومو» حكومة مستقلة في «كاماكورا» (بقي الإمبراطور يحكم صوريا في العاصمة «كيوتو»)، اعترف البلاط الإمبراطوري بسلطة هذه الحكومة. تشكلت أثناء هذه القترة طبقات اجتماعية جديدة لم يعهدها المجتمع الياباني من قبل، كان من أهمها المحاربين أو الـ«ساموراي». سنة 1185 م قامت قوات «ميناموتو نو يوريتومو» يقودها شقيقه «يوشي-تسونه» بالقضاء على شوكة عشيرة الـ«تائيرا» نهائيا بعد دحر قواتها في معركة دان نو أورا البحرية. تسببت نجاحات «يوشي-تسونه» المتتالية في إشغال غيرة أخيه عليه، قرر الأخير وبمساعدة من الإمبراطور مطاردته، ضيق الخناق عليه وأصبحت قوات الجيش تطلبه أينما حل في البلاد، انتهى أمر «يوشي-تسونه» بأن قرر الانتحار طواعية عام 1189 م.
تمسك «يوريتومو» بمقره في «كاماكورا»، ورغم كونه السيد الأول على البلاد بلا منازع، لم يبلغ به الطمع يوما إلى أن يفكر في اعتلاء العرش الإمبراطوري، فضل أن يخلع على نفسه لقب «شوغون» (将軍) سنة 1192 م. يعتبر هذا اللقب اختصارا للقب آخر هو «سيئي-تائي-شوغون» (征夷大将軍) ويمكن ترجمته بـ«قائد الذين يحاربون البرابرة» نسبة إلى الحملات التي شنها البلاط قبل قرون في جزيرة «هوكايدو» ضد السكان المحليين أو «البرابرة».
أصبحت له شرعية أكبر في البلاد، وصار بإمكانه قمع أي حركة تمرد مادام يحكم باسم الإمبراطور. بعد وفاته سنة 1199 م، استمرت عشيرة الـ«ميناموتو» في حكم حكم البلاد حتى 1219 م، حل محلهم بعدها عشيرة الـ«هوجو» (من أخوال الـ«ميناموتو») والذين فرضوا بدورهم نظام الوصاية على الـ«شوغونات» الذين تعاقبوا، استمر الحال على هذا حتى سنة 1333 م. أصبح نظام حكم الـ«شوغانات» الذي أرسى دعائمه «ميناموتو نو يوريتومو»، السائد في اليابان، وظل العمل به حتى «استعراش مييجي» سنة 1868 م.